# 李宗源
李宗源（1958年12月1日—），已退休台灣旅日職業棒球選手，出身於嘉義市，1981年歸化日籍，並改名為三宅宗源。

## 經歴
李宗源為台灣三級棒球時代知名的快速球左投手，被日本羅德獵戶星的球探三宅宅三所發掘，1979年以練習生身份加入該隊。1981年7月7日，由三宅收養而歸化日本，始得以不受外籍選手名額限制而正式上場。
由於控球不佳，戰績並不突出。1984年，與山本功兒交換至讀賣巨人。由於在季節賽登板投球的機會不多，1985年球季結束後便退休。
退休後到以魚肝油製品聞名的河合製藥業務部門任職，目前擔任該公司輸出部長。

## 通算成績
- 出賽54場，戰績5勝16敗1和，防御率5.80

## 球衣背號
- 27（1981年-1983年）
- 10（1984年-1985年）